# Kandil Sinap
Kandil Sinap est une variété de pomme découverte en Turquie vers 1800 qui était très prisée à Paris à la fin du XIXe siècle.

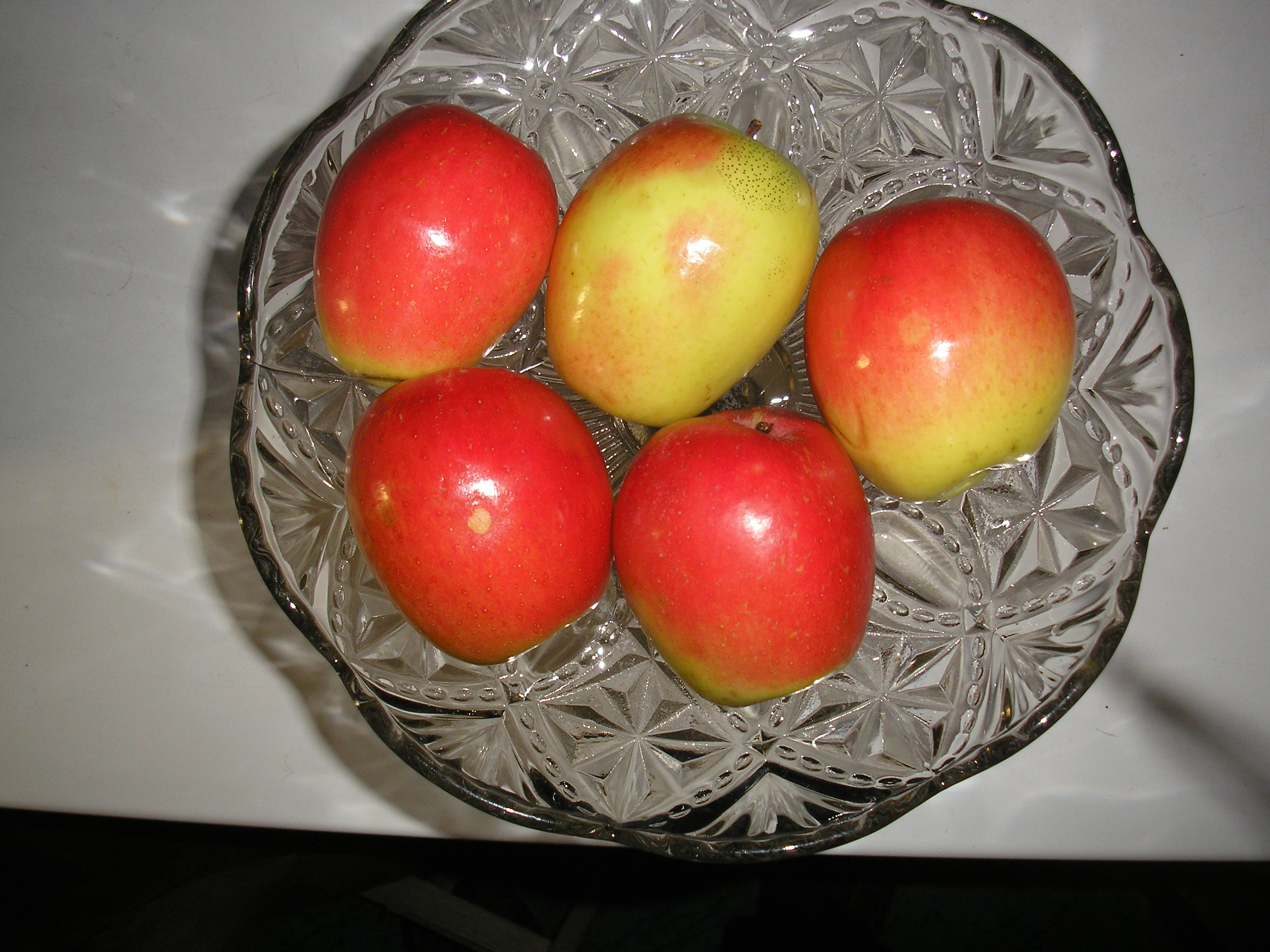
Kandil Sinap.

## Origine
Kandil Sinap signifie "bougie de Sinap" en turc en référence à la forme allongée de la pomme, au port érigé et colonnaire de l'arbre et à sa provenance, le village de Sinap dans la région d’Erdemli, province de Mersin en Turquie. 

## Synonyme
- Bougie,
- Jubilee.

## Description

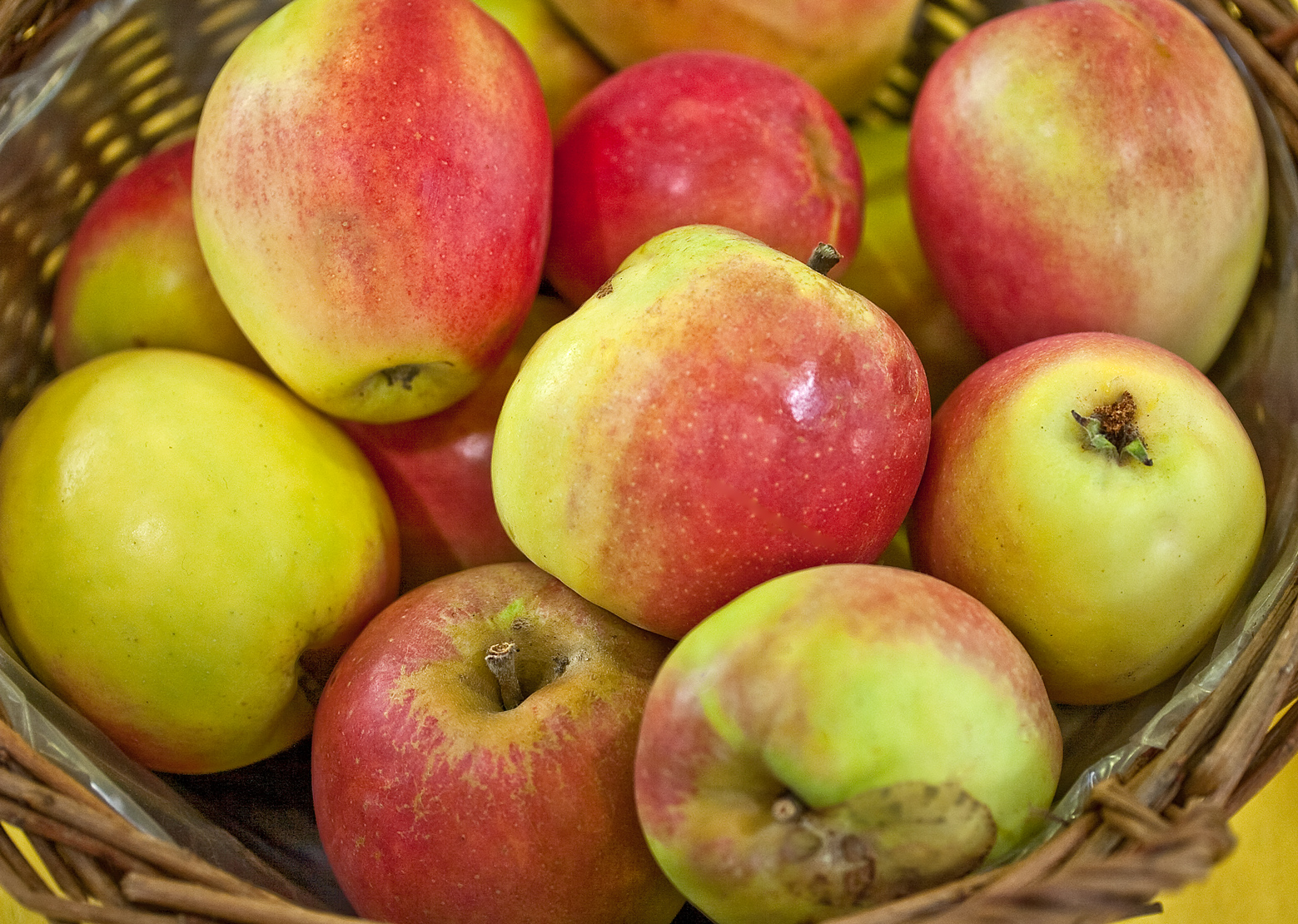
Kardinal Synap.

Kandil Sinap est une petite pomme longue, étroite et cylindrique à l'épiderme rouge sur fond jaune. Elle marque facilement en cas de choc.
Sa chair est croquante, juteuse, fine et parfumée.
Kandil Sinap se conserve très bien et son goût s'améliore avec le temps.

## Culture
L'arbre est peu vigoureux mais très productif et régulier. Sur porte-greffe nain, il a un port pyramidal étroit de type spur.
Il fleurit à mi-saison (deux jours après la Golden delicious) et est à maturité tardive. 
Elle est pollinisée par Pomme d'Api, Api noir, Cox's Orange Pippin, Freyberg, Golden Delicious, Grenadier, James Grieve, Peasgood's Nonsuch, Rival et Worcester Pearmain.
Selon Mitchourine, la variété se reproduirait assez fidèlement par semis.
Le phénotype de Kandil Sinap est un des plus particuliers parmi de très nombreux cultivars de pommes.